# Alte Burg Neustadt-Glewe
Die Alte Burg ist die älteste noch erhaltene Wehrburg und gleichzeitig eine der besterhaltenen Burgen Mecklenburgs und Wahrzeichen der Stadt Neustadt-Glewe. Man geht davon aus, dass sie zudem das älteste noch existierende Gebäude der Stadt ist.

## Lage
Die 
Niederungsburg liegt im Südwesten Mecklenburgs nahe dem Stadtzentrum Neustadt-Glewes am Südrand der Lewitz. Am Fuße des Gemäuers fließt ein rechter Seitenarm der Elde, an welchem sich auch das Wasserkraftwerk und ein Bootsanleger befinden. Nordwestlich des Burggeländes schließt sich der Stadtteil Kiez an.

## Geschichte

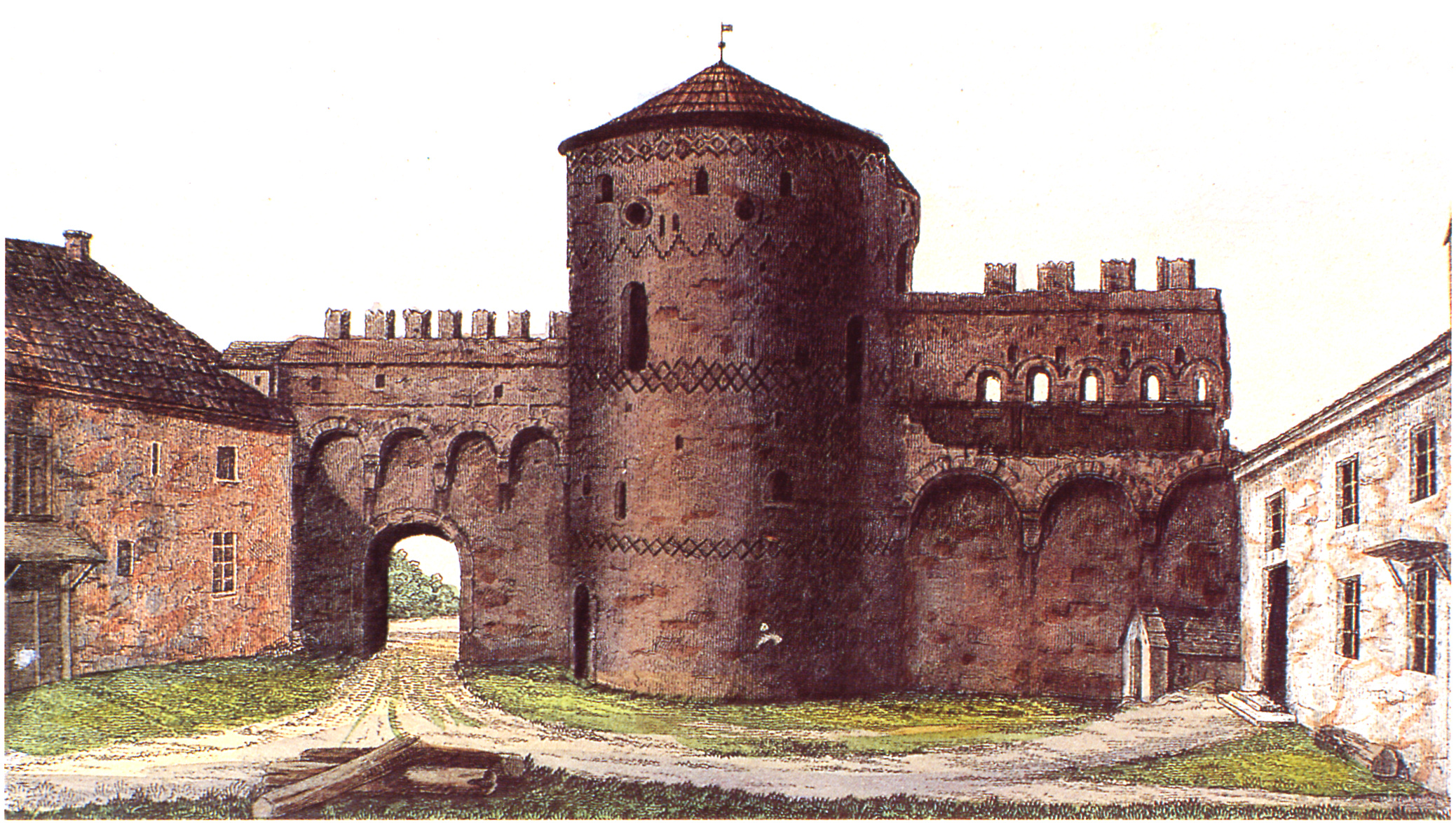
Burg vor 1841

Die ersten Teile der Burg entstanden auf Veranlassung des Grafen von Schwerin in der Mitte des 13. Jahrhunderts auf einer natürlichen Elde-Düne. Bei Ausgrabungen konnte kein Zusammenhang zu einer Nutzung durch frühere slawische Siedler festgestellt werden. Die erste urkundliche Erwähnung des Bauwerks stammt aus dem Jahr 1331. Zweck der Burg war die militärische Absicherung der Süd- und Südostgrenze der Grafschaft Schwerin. Grenzstreitigkeiten und kollidierende weltliche und kirchliche Interessen zwischen der Grafschaft, der Grafschaft Dannenberg und den Bistümern Havelberg und Ratzeburg waren an der Tagesordnung, welche zum Teil in bewaffneten Übergriffen ausgetragen wurden.

Seit 1358 diente die Alte Burg, welche in den Jahrhunderten mehrfach umgebaut und erweitert wurde, als Vogtei, bis ins 18. Jahrhundert als Nebenresidenz der mecklenburgischen Herzöge. 1882 wird auf der Burg das Neustädter Technikum gegründet, bis 1920 wurde im Gemäuer unterrichtet. Bis 1954 dient das „Neue Haus“ als Hengstdepot des Gestüts Redefin. Zu DDR-Zeiten befanden sich eine Jugendherberge und Wohnungen in der Burg. Von 1994 bis 1998 fanden Sanierungsarbeiten statt, bei denen Ausgrabungen weitere Aufschlüsse über den Ursprung und die Bauetappen geben konnten.
Ein Museum gibt heute Einblicke in die Burggeschichte.

## Anlage

### Grundriss und Aufbau
Die Alte Burg ist eine Randhausburg. Die Grundform ist, wie bei deutschen Burgen typisch, rechteckig und hat die Maße von zirka 50 × 35 Metern. Die Burganlage besteht aus dem Alten Haus, dem Neuen Haus, der Ringmauer mit Toren und Wehrgängen sowie dem Bergfried. 
Nicht mehr erhalten sind das Torhaus, eine Zugbrücke, die Burgkapelle, der Marstall und die Burgschmiede. Von einem Seitenarm der Elde, welcher die Burg als Graben umgab, ist lediglich ein Teich an der Südwestseite übrig geblieben.
|  |  |

### Bergfried
Der 28 Meter hohe Bergfried wurde Anfang des 15. Jahrhunderts auf den Grundmauern eines quadratischen Bauwerks einer früheren Siedlungsphase erbaut. Nach ersten Umbaumaßnahmen im 16. Jahrhundert umfasste der Turm 1576 drei Geschosse und besaß eine kegelförmige Spitze, um die ein Gang und eine Wehrmauer angeordnet waren. Im 16. oder 17. Jahrhundert wurde das heutige Obergeschoss aufgesetzt. Die sieben großen Bogenfenster zeugen davon, dass diese zu Wohnzwecken genutzte, mit Kamin und steinernen Seitenbänken ausgestattete Etage, die heute als Rittersaal bezeichnet wird, keinerlei Verteidigungsfunktion mehr erfüllte.
Der tiefste Raum des kreisrunden Gemäuers, das Verlies, ist nur über eine Bodenluke der darüber befindlichen ehemaligen Wachstube zu erreichen. Letztere enthält außerdem zwei kleine Räume, die als Gefängniszellen gedient haben könnten. Die Obergeschosse waren einst nur über die Wehrgänge der Mauer erreichbar. Eine Treppe wurde erst nachträglich eingebaut. Im zweiten Obergeschoss, das sich auf der Höhe des Wehrgangs der Burgmauer befindet, lag der einstige Verteidigungsraum mit sieben Nischen und zweireihigen Schießöffnungen, durch die sowohl die Nahverteidigung als auch Fernschüsse möglich waren. Zur Verrichtung der Notdurft nutzte man die in beiden oberen Etagen erhaltenen Aborterker. Von der Westseite aus Richtung Haupttor ist in einer Giebelgaube des Bergfrieddaches die Turmuhr mit Glocke zu sehen.
|  |  |  |

### Altes Haus

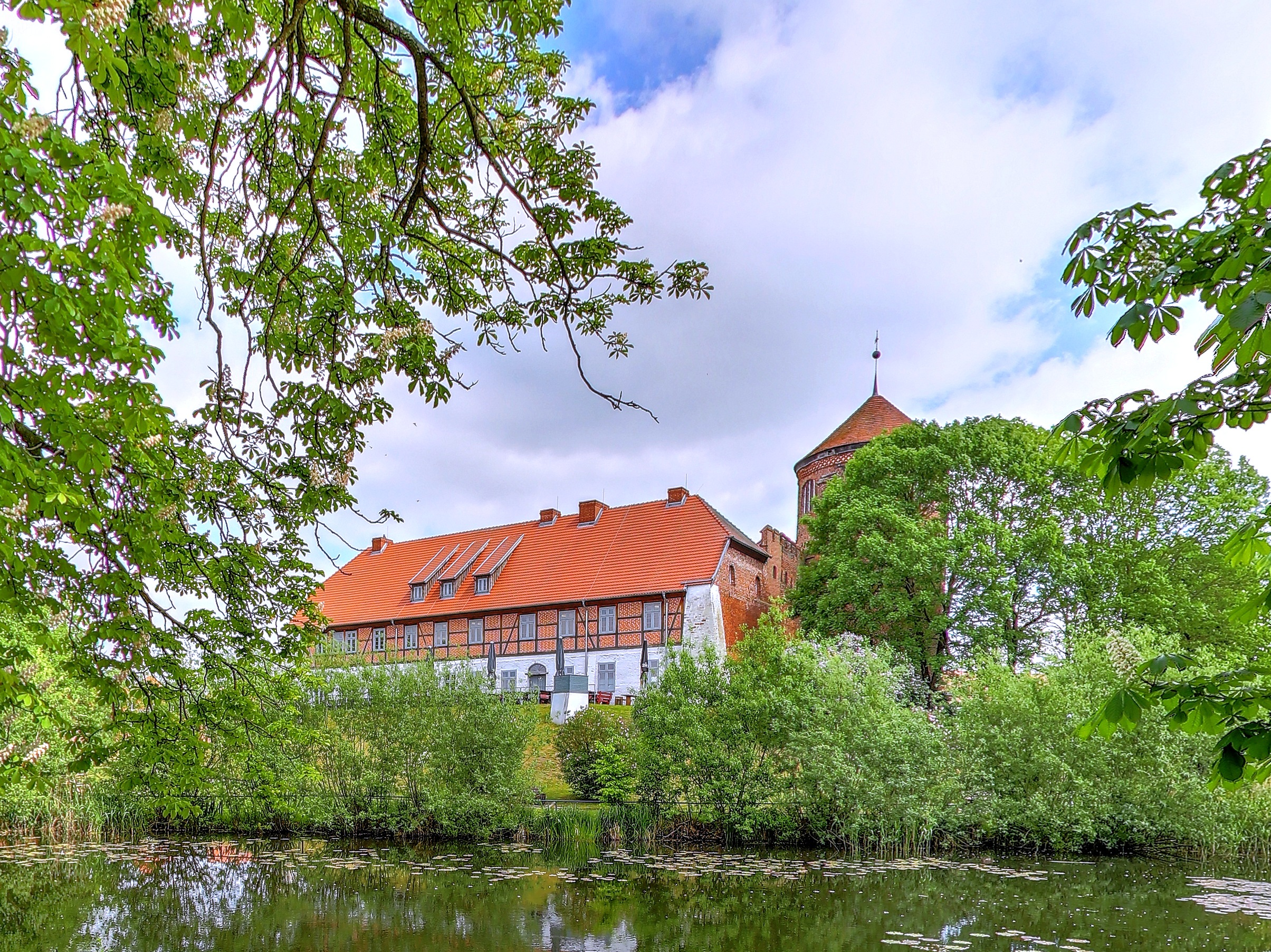
Altes Haus von Süden gesehen (2022)

Das Alte Haus war Wohnort der Burgvögte und Bediensteten. In ihm befanden sich eine Brau- und Backstube, eine Küche, eine Wollstube, Vorratsräume und ein Malzboden. Als die Burg nicht mehr zu Verteidigungszwecken diente, wurden nachträglich Fenster an der Außenseite eingebaut. In der früheren Vergangenheit war das Gebäude Domizil des Technikums, Wohngebäude, Schule, Lager und Jugendherberge.
Bei Bauarbeiten stürzte im Januar 2002 das Alte Haus ein, der Wiederaufbau erfolgte in den Jahren 2005 bis 2006.

### Neues Haus

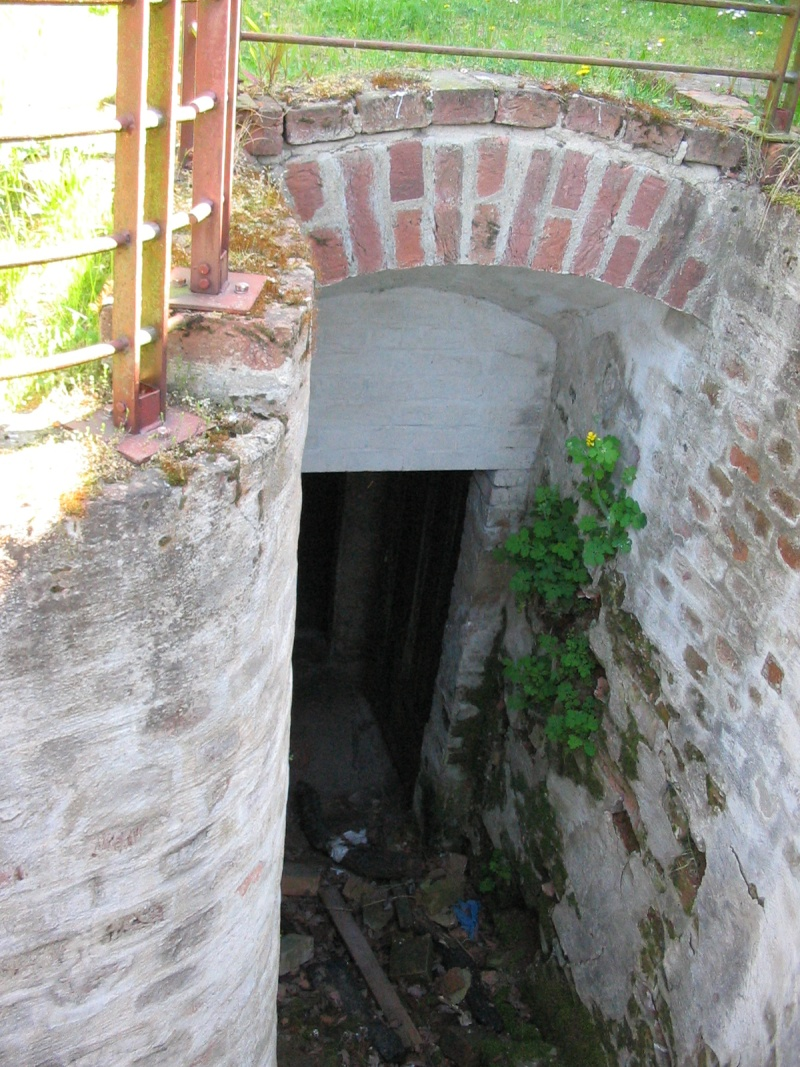
Eingang zum Kellergewölbe neben dem Neuen Haus

Das Neue Haus findet seine erste Erwähnung im Jahr 1576. Aus den Jahren 1592 und 1714 sind Inventarien vorhanden. Im ersten Bericht ist die Rede von Bretterfußböden, Mauersteinen oder gestampftem Lehm, mit Sitzgelegenheiten ausgestatteten Wänden, offenen Kaminen, Heißluftkanälen, welche 1998 freigelegt wurden, und Windelböden, einer zwischen den Deckenbalken mit Lehm verputzten Decke. Zur Einrichtung gehörten Bettstellen, Tische und Truhen. 1714 lässt das Inventar höhere Ansprüche erkennen. So war das „Logiment“ des Herzogs mit hochglänzendem Seidengewebe ausgeschlagen, im Speisesaal gab es wollene Tapeten. Das Vorzimmer der Herzogin war mit Goldleder verkleidet.
1612 wird das Gebäude baulich in Vorkammer und Hofstuben geteilt. Bis zur Fertigstellung des Neuen Schlosses Anfang des 18. Jahrhunderts diente das Neue Haus den Herzögen als Unterkunft, wenn sich der Hofstaat in Neustadt aufhielt, später wurde es als Marstall, Lagerraum, Schuppen und Stall genutzt. Bis 1954 befand sich hier ein Hengstdepot des Gestüts Redefin.
Heute befindet sich im Gebäude ein Multifunktionsraum und Café, im Obergeschoss ist das Burgmuseum untergekommen.

## Regelmäßige Veranstaltungen
Alljährlich findet an einem Wochenende im Juni das Burgfest mit mittelalterlichem Markttreiben, Ritterturnier, Schaukämpfen und dem Auftritt des „Burgadels“ statt. Historisch geht es auch beim Osterfest und der Märchenburg im Dezember zu. 